# Basque
| |  |  |
| LINKS: Een basque afgebeeld in een victoriaans damesmagazine (1857). RECHTS: Een hedendaags basque of torsolet is een erotisch kledingstuk. |  |  |

De basque is een 19e-eeuws kledingstuk voor vrouwen. Het is een nauw aansluitend lijfje, ook corsage genoemd, dat tot onder de heupen reikt. Het verschilt van het korset, dat nog strakker zit en minder ver voorbij de taille reikt.
De term verwijst tegenwoordig ook naar lingerie die op een traditionele basque lijkt.

## Geschiedenis
De basque ontleent zijn naam aan de Baskische klederdracht waarop het gebaseerd is. De victoriaanse mode combineerde de basque met een hoepelrok. Het kledingstuk stond ook model voor het lijfje van de tutu, gedragen bij ballet.
In 20e-eeuwse en hedendaagse mode verwijst de term naar een type lingerie. Het gaan dan om een onderhemd dat visueel op een korset lijkt, maar weinig tot geen figuurcorrectie biedt. Deze basque wordt ook torsolet genoemd. De torsolet is korter dan een corselet en kan net als een beha cups hebben voor de borsten. De functie van de torsolet is in de eerste plaats erotisch.